# Stary Żelibórz
Stary Żelibórz (deutsch Sellberg) ist ein Dorf im äußersten Osten der polnischen Woiwodschaft Westpommern. Es gehört zur Gmina Polanów (Gemeinde Pollnow) im Powiat Koszaliński (Kösliner Kreis).

## Geographische Lage
Das kleine Dorf Stary Żelibórz liegt acht Kilometer südöstlich von Polanów und fünf Kilometer nordöstlich von Żydowo (Sydow) und ist über die Woiwodschaftsstraße 205 zu erreichen. Die nächste Bahnstation ist Kawcze (Kaffzig) an der PKP-Strecke Nr. 405 von Piła (Schneidemühl) nach Ustka (Stolpmünde).
Im Osten ist die Ortsgrenze identisch mit der Woiwodschaftsgrenze zwischen Westpommern und Pommern. Im Süden grenzen Nowy Żelibórz (Selberg B) und Żydowo (Sydow), im Westen Chocimino (Gutzmin) und Wietrzno (Vettrin) und im Norden Polanów (Pollnow) an den Ort. Der Oberlauf der Grabowa (Grabow) durchzieht in Süd-Nord-Richtung die Gemarkung.

## Ortsname
Sellberg – bis 1945 im Landkreis Schlawe i. Pom. – kam auch in den Namensformen Selbur und Selberg vor. Unter der Bezeichnung Selberg A wurde es lange Zeit von Selberg B unterschieden, das – nur zwei Kilometer entfernt – zum Landkreis Rummelsburg i. Pom. gehörte und diesen Namen bis 1945 beibehielt. Heute liegen beide Gemeinden im Powiat Koszaliński und sind als Ortsteile von Polanów vereint. Beide tragen jetzt den Namen Żelibórz, wobei – zur Unterscheidung – Stary (bei Sellberg) und Nowy (bei Selberg B) vorangestellt ist.

## Geschichte
Sellberg gehörte ehedem zum Pollnower Lehnskomplex. 1575 werden auf Selbur die von Lettow genannt, 1770 kam das Gut von der Familie von Glasenapp über die von Lettow an den Obersten Friedrich Ernst von Wrangel. In den 1920er-Jahren wurde das Gut aufgesiedelt.
Im Jahre 1818 hatte der Ort 17 Einwohner. Die Zahl stieg bis 1895 auf 125 und sank wieder bis 1939 auf 113.
Bis 1945 war Sellberg mit den Gemeinden Varbelow (heute polnisch: Warblewo) und Vellin (Wielin) ein Teil des Amtsbezirks Vellin und gehörte zum Standesamtsbezirk Pollnow-Land im Amtsgerichtsbereich Pollnow. Zu der Gemeinde Sellberg gehörten die Ortschaften Bartelow (Bartlewo) und Raderang (Grabowice) und lag im Landkreis Schlawe i. Pom. im Regierungsbezirk Köslin der preußischen Provinz Pommern.
Am 7. März 1945 besetzten Truppen der Roten Armee das Dorf. Einige Bauern hatten versucht, mit Pferd und Wagen in Richtung Stolp zu fliehen. Sie wurden eingeholt und mussten zu Fuß zurückkehren. Es erfolgten zahlreiche Erschießungen. Mehrere Frauen wurden nach Russland zum Arbeitseinsatz verschleppt.
Polnische Familien übernahmen später die Höfe, und die deutschen Einwohner wurden sämtlich bis Sommer 1946 vertrieben. Sellberg kam unter dem Namen Stary Żelibórz unter polnische Hoheit und wurde ein Teil der Stadt- und Landgemeinde Polanów im Powiat Koszaliński in der Woiwodschaft Westpommern (bis 1998 Woiwodschaft Köslin).

## Kirche
Bis 1945 hatte Sellberg, dessen Einwohner überwiegend evangelischer Konfession waren, keine eigene Kirche. Kirchort war Pollnow, das als Kirchspiel zum Kirchenkreis Schlawe in der Kirche der Altpreußischen Union gehörte.
Nach 1945 wurden die überwiegend römisch-katholischen Einwohner in die Parochie Żydowo integriert. Sie gehört zum Dekanat Polanów im Bistum Köslin-Kolberg der Katholischen Kirche in Polen. Die wenigen evangelischen Bewohner werden vom Pfarramt Koszalin in der Diözese Pommern-Großpolen der Evangelisch-Augsburgischen Kirche in Polen betreut.

## Schule
Vor 1945 besuchten die Kinder aus Sellberg die Volksschule in Selberg B im Landkreis Rummelsburg i. Pom.